# Reciklaža plastenk
Plastenke narejene iz PET (Polietilen tereftalat) so reciklirane za ponovno uporabo 
materialov, iz katerih so plastenke narejene in za zmanjšanje količin odpadkov na 
odlagališčih.
V večini držav je PET plastika označena z identifikacijsko kodno številko "1" znotraj 
univerzalnega simbola za recikliranje, ki se navadno nahaja na dnu posode oz. 
plastenk.
PET je uporabljen kot surovina za izdelavo embalažnih materialov, kot so plastenke 
in posode za pakiranje široke palete živilskih proizvodov in drugih izdelkov 
potrošnih dobrin. Primeri so : brezalkoholne pijače, alkoholne pijače, čistila, 
kozmetika, farmacevtski izdelki, jedilna olja...
PET je eden izmed najbolj pogosto uporabljenih materialov za proizvodnjo plastike.

## Odpadki pri končnih uporabnikih
Prazna PET embalaža se zavrže v za to namenjen zbiralnik odpadkov in tako postane PET 
odpadek.
Mnoge  lokalne vlade in agencije za zbiranje odpadkov so že začeli ločevati PET 
odpadke od ostalih gospodinjskih odpadkov.
Zbrani PET odpadki so nadalje odpeljani v centre za reciklažo, znani kot objekti za 
predelavo materialov, kjer so nato sortirani in ločeni od materialov kot so kovina, 
proizvodi iz drugih plastičnih materialov (PVC, HDPE, prolipropen, upogljive plastike- 
ta se uporablja za vrečke (splošno iz polietena nizke gostote), kartoni za pijačo, 
steklo in še druge stvari, ki niso narejene iz PET materiala.

## Ločevanje
PET embalaža je pogosto razvrščena v različne frakcije barv: prozorna ali brezbarvna 
PET, modra in zelena PET, preostanek pa v mešane frakcije barv.
Nastanek novih barv (kot npr. oranžna za plastične steklenice piva) dodatno otežuje 
razvrščanje odpadkov za reciklažno industrijo.

## Obdelava za prodajo
Te PET odpadke zdrobijo in stisnejo v bale, nato pa jih ponudijo podjetjem za 
reciklažo. Brezbarvni PET odpadki imajo višjo ceno kot tisti, ki so modre in zelene 
barve, najnižjo ceno pa imajo tisti, ki so mešanih barv.

## Nadaljnja obdelava
Nadaljnja obdelava vsebuje drobljenje, pranje, ločevanje in sušenje.
Podjetja za reciklažo nato odpadne PET materiale zdrobijo na manjše delce. Ti delci še 
vedno vsebujejo ostanke prvotnih vsebin, razrezane papirnate etikete in plastične 
pokrovčke. Ti so odstranjeni z različnimi postopki, ki nam dajo čisti PET, ali PET 
vlakna. Ta PET vlakna se uporabljajo kot surovina za različne izdelke, ki bi se 
drugače naredili iz poliester. Primeri vključujejo vlakna iz poliestra (osnovni 
material za proizvodnjo oblačil, blazin, preprog,...).

## Filtracija s topljenjem
Ta vrsta filtracije se uporablja za odstranjevanje stopljenih polimerov med 
iztiskanjem. Obstaja mehansko ločevanje onesnaževalcev z računalniškim programom 
imenovanim »izmenjevalnik zaslona«. Sistem je sestavljen iz jeklenega ohišja z 
filtracijskimi mediji v premičnih batih ali drsnikih, ki omogočajo odstranjevanje 
odstranjevanje brez prekinitve proizvodnje. Onesnaževalni delci se navadno nabirajo 
na tkanih žičnatih ekranih, ki so pritrjeni na nerjaveče jeklo imenovanem »blažilni 
krožnik« močnega, okroglega, vrtečega jekla z velikimi luknjami, ki omogočajo pretok 
polimerne taline.

## Svetovna statistika
Po svetu je bilo v letu 2007 zbranih približni 4.530.000  ton PET odpadkov, iz 
katerih so dobili 3,64 milijonov ton kosmičev. 2.6 milijona ton je bilo uporabljenih 
za izdelavo vlakna, 0,3 milijona ton za izdelavo steklenic, 0,37 ton za izdelavo APET 
listov za termoformiranje, 0,17 mmilijonov ton za proizvodnjo čvrstih trakov in 
0,125 milijona za drugo uporabo.
Evropsko trgovsko združenje, ki vzpodbuja zbiranje in recikliranje PET je poročalo, 
da je samo v Evropi bilo leta 2009 zbranih 1.360.000 ton PET plastenk- več kot 48.4% vseh plastenk.
Ko so izvožene bale dali v poročilo je bilo iz PET odpadkov pridelanih 0,925 
milijonov ton. 0.366 milijonov ton je bilo uporabljenih za proizvodnjo vlaken, 0,201 milijonov ton je bilo uporabljenega za večjo proizvodnjo steklenic, 0,247 milijonov ton za proizvodnjo APET listov, 0,066 milijonov ton za čvrste trakove in 0,025 milijonov ton za drugo uporabo.

## Uporaba povratnih PET plastenk
PET plastenke so reciklirane (tudi povratne) za različne namene, vključno z uporabo v šolskih projektih in pri uporabi solarne dezinfekcijske vode v razvoju naroda v katerih prazne PET steklenice napolnijo z vodo in jih pustijo na soncu, da dosežejo dezinfekcijo z ultravijoličnim sevanjem. PET je primeren zato, ker večina drugih materialov (vključno s steklom) prepušča svetlobo, ampak ne prepušča ultravijoličnih žarkov.